# Pusiola isabellina
Pusiola isabellina är en fjärilsart som beskrevs av Sergius G. Kiriakoff 1954. Pusiola isabellina ingår i släktet Pusiola och familjen björnspinnare. Inga underarter finns listade.